# Willits
Willits és una població dels Estats Units a l'estat de Califòrnia. Segons el cens del 2000 tenia 5.073 habitants.

## Demografia
Segons el cens del 2000, Willits tenia 5.073 habitants, 1.935 habitatges, i 1.230 famílies. La densitat de població era de 699,5 habitants/km².
Dels 1.935 habitatges en un 35,6% hi vivien nens de menys de 18 anys, en un 40,2% hi vivien parelles casades, en un 17,4% dones solteres, i en un 36,4% no eren unitats familiars. En el 30,2% dels habitatges hi vivien persones soles el 14,6% de les quals corresponia a persones de 65 anys o més que vivien soles. El nombre mitjà de persones vivint en cada habitatge era de 2,56 i el nombre mitjà de persones que vivien en cada família era de 3,15.
Per edats la població es repartia de la següent manera: un 29,2% tenia menys de 18 anys, un 8,5% entre 18 i 24, un 25,9% entre 25 i 44, un 22,6% de 45 a 60 i un 14% 65 anys o més.
L'edat mediana era de 36 anys. Per cada 100 dones de 18 o més anys hi havia 86,6 homes.
La renda mediana per habitatge era de 26.283 $ i la renda mediana per família de 36.193 $. Els homes tenien una renda mediana de 30.983 $ mentre que les dones 22.089 $. La renda per capita de la població era de 16.642 $. Entorn de l'11,6% de les famílies i el 14,5% de la població estaven per davall del llindar de pobresa.

## Poblacions més properes
El següent diagrama mostra les poblacions més properes.